# Heteroconis (Drepanoconis) amoena
Heteroconis (Drepanoconis) amoena is een insect uit de familie van de dwerggaasvliegen (Coniopterygidae), die tot de orde netvleugeligen (Neuroptera) behoort. 
Heteroconis (Drepanoconis) amoena is voor het eerst wetenschappelijk beschreven door Tjeder in 1973.